# Anthony Yeboah
Anthony Yeboah detto Tony (Kumasi, 6 giugno 1966) è un ex calciatore ghanese, di ruolo attaccante.
Tra gli attaccanti ghanesi e africani più prolifici di tutti i tempi, a livello di club ha vestito le maglie di Saarbrücken, Eintracht Francoforte, Leeds United, Amburgo e Al-Ittihad Doha. Fece parte della nazionale ghanese per più un decennio, rappresentando il proprio paese in tre edizioni della Coppa d'Africa negli anni novanta.

## Biografia
Insieme al cugino Michael Osei, anch'egli ex calciatore, gestisce un'agenzia sportiva di nome Anthony Yeboah Sportpromotion e possiede una catena di alberghi di nome Yegoala ad Accra e Kumasi. Sposato, ha due figli.
Anche suo nipote Kelvin Yeboah è calciatore professionista.

## Caratteristiche tecniche
Era un attaccante dotato di velocità, potenza e buon fiuto del gol.

## Carriera

### Club
Nato a Kumasi, iniziò a giocare nell'Asante Kotoko nel 1982. Dopo aver militato nel Cornerstones Kumasi e nell'Okwawu United mettendosi in luce come abile goleador, si trasferì in Germania nel 1988, ingaggiato dal Saarbrücken, squadra della seconda divisione tedesca. Dopo aver segnato 9 gol nella stagione d'esordio in Europa, nel 1989-1990 realizzò 17 gol in campionato.
Passato nel 1990 all'Eintracht Francoforte, in Bundesliga, divenne il primo calciatore nero della squadra e subì inizialmente insulti razzisti da una parte dei sostenitori del club. Nel 1990-1991 segnò 8 gol in massima serie, 15 gol l'anno successivo e si laureò capocannoniere della Bundesliga nel 1992-1993 (ex aequo con Ulf Kirsten) e nel 1993-1994 (a pari merito con Stefan Kuntz), rispettivamente con 20 e 18 gol. A Francoforte diventò il primo capitano africano di una compagine di Bundesliga.
Nel gennaio 1995, dopo aver iniziato la nuova stagione con l'Eintracht, Yeboah si trasferì al Leeds Utd per 3,4 milioni di sterline. Nella sua seconda stagione ad Elland Road fu eletto calciatore dell'anno della squadra. In 66 presenze con il Leeds realizzò 32 reti, diventando un idolo dei tifosi e segnalandosi per le marcature spesso spettacolari, come quelle realizzate al volo contro il Liverpool e contro il Wimbledon FC, votato "Gol della stagione" nel 1995-1996. Con il Leeds mise a segno tre triplette, contro Ipswich Town (Elland Road, Premier League, 5 aprile 1995), Monaco (Stadio Louis II, Coppa UEFA, 12 settembre 1995) e contro il Wimbledon FC (Selhurst Park, Premier League, 23 settembre 1995). A causa di alcuni infortuni e dei dissapori con il nuovo tecnico George Graham, Yeboah, dopo aver giocato solo sei partite della gestione Graham, lasciò la squadra inglese.
Nel settembre del 1997 si accasò all'Amburgo, dove rimase fino al 2001 realizzando 28 gol. Chiuse la carriera nell'Al-Ittihad Doha, con cui realizzò 11 gol nel 2001-2002.

### Nazionale
Esordì con la nazionale ghanese nel 1985. Militò in nazionale fino al 1997, rappresentando il proprio paese in tre edizioni della Coppa d'Africa negli anni novanta.

## Palmarès

### Club

#### Competizioni nazionali
- Emir of Qatar Cup: 1

Al-Ittihad Doha: 2002
- Qatar Stars Cup: 1

Al-Ittihad Doha: 2001

### Individuale
- Capocannoniere del campionato ghanese: 2

1986, 1987
- Capocannoniere della Bundesliga: 2

1992-1993, 1993-1994
- Giocatore del mese della FA Premier League: 2

Marzo 1995, Settembre 1995
- Calciatore ghanese dell'anno: 1

1997